# Rödkantad fickmossa
Rödkantad fickmossa (Fissidens rufulus) är en bladmossart som beskrevs av W. P. Schimper in B.S.G. 1851. Rödkantad fickmossa ingår i släktet fickmossor, och familjen Fissidentaceae. Enligt den svenska rödlistan är arten nationellt utdöd i Sverige. . Arten har tidigare förekommit i Götaland men är numera lokalt utdöd. Artens livsmiljö är sjöar och vattendrag, våtmarker. Inga underarter finns listade i Catalogue of Life.